# Opdorp
Opdorp – dzielnica (deelgemeente) gminy Buggenhout w Belgii, w Regionie Flamandzkim, w prowincji Flandria Wschodnia, w okręgu Dendermonde. 1 stycznia 2020 roku liczyła 2237 mieszkańców. Do 31 grudnia 1964 samodzielna gmina. Znajduje się tutaj geograficzny środek Flandrii.

## Demografia
Liczba mieszkańców, stan na 1 stycznia:
| Rok                | 1900 | 1930 | 1947 | 1961 | 2020 |
| ------------------ | ---- | ---- | ---- | ---- | ---- |
| Liczba mieszkańców | 1294 | 1432 | 1428 | 1690 | 2237 |